# ユニチカ・フェニックス (ラグビー)
ユニチカ・フェニックス（英: UNITIKA PHOENIX）は、ユニチカのラグビーユニオンチーム。本拠地は京都府宇治市。

## 概略
1958年に日本レイヨン宇治工場ラグビー部として発足。1964年、関西社会人リーグのBリーグに加盟。1969年、ニチボーと日本レイヨンが合併してユニチカが発足し、同社ラグビー部となる。
1973年、Aリーグ昇格。翌1974年、全国社会人大会に初出場したが、1979年にBリーグに降格。その後はAリーグ昇格とBリーグ降格を繰り返していたが、2002年にはCリーグまで陥落した。2003年からはトップウェストに参入している。
2005年、かつて女子バレーボール部（2000年に東レへ移籍）と女子バスケットボール部（2004年廃部）が使用していたチーム愛称の「フェニックス」をラグビー部のチーム愛称とする。ロゴも女子バレーボール部のものをモチーフにした。
2025年のトップウェストAリーグには参加していない。また、2025年8月現在、チーム公式サイトが無くなった。

## 成績

### 全国社会人大会戦績
| 回 | 年度 | 地区 | 成績           | 試 | 勝 | 分 | 敗 | 得 | 失  | 差   | 備考                     |
| -- | ---- | ---- | -------------- | -- | -- | -- | -- | -- | --- | ---- | ------------------------ |
| 26 | 1973 | 近畿 | 1回戦敗退      | 1  | 0  | 0  | 1  | 6  | 27  | -21  | ユニチカのチーム名で出場 |
| 28 | 1975 | 近畿 | 1回戦敗退      | 1  | 0  | 0  | 1  | 3  | 19  | -16  |                          |
| 29 | 1976 | 近畿 | 1回戦敗退      | 1  | 0  | 0  | 1  | 9  | 31  | -22  |                          |
| 45 | 1992 | 関西 | 1回戦敗退      | 1  | 0  | 0  | 1  | 3  | 39  | -36  |                          |
| 48 | 1995 | 関西 | 予選プール敗退 | 3  | 0  | 0  | 3  | 42 | 242 | -200 |                          |

### リーグ戦戦績

#### トップリーグ創設以前
- 1992-1993シーズン 関西社会人Bリーグ 優勝、関西社会人Aリーグ昇格
- 1993-1994シーズン 関西社会人Aリーグ 8位、関西社会人Bリーグ降格
- 1994-1995シーズン 関西社会人Bリーグ 優勝
- 1995-1996シーズン 関西社会人Bリーグ 優勝、関西社会人Aリーグ昇格
- 1996-1997シーズン 関西社会人Aリーグ 7位、関西社会人Bリーグ降格
- 1997-1998シーズン 関西社会人Bリーグ 3位
- 1998-1999シーズン 関西社会人Bリーグ 4位
- 1999-2000シーズン 関西社会人Bリーグ 5位
- 2000-2001シーズン 関西社会人Bリーグ 7位
- 2001-2002シーズン 関西社会人Bリーグ 8位、関西社会人Cリーグ降格
- 2002-2003シーズン 関西社会人Cリーグ 優勝、トップウェストBへ参入

#### トップリーグ創設以降
- 2003-2004シーズン トップウェストB 優勝、トップウェストA昇格
- 2004-2005シーズン トップウェストA 8位
- 2005-2006シーズン トップウェストA 8位
- 2006-2007シーズン トップウェストA 8位、リーグ再編成に伴いトップウェストA1へ降格
- 2007-2008シーズン トップウェストA1 4位（3勝2敗1分）
- 2008-2009シーズン トップウェストA1 3位（4勝2敗）
- 2009-2010シーズン トップウェストA1 優勝（5勝）
- 2010-2011シーズン トップウェストA1 2位（4勝1敗）
- 2011-2012シーズン トップウェストA1 優勝（5勝）
- 2012-2013シーズン トップウェストA1 優勝（4勝1敗）
- 2013-2014シーズン トップウェストA1 優勝（5勝）
- 2014-2015シーズン トップウェストA1 優勝（5勝）、リーグ再編成に伴いトップウェストA昇格
- 2015-2016シーズン トップウェストA 4位（2勝5敗）
- 2016-2017シーズン トップウェストA 6位（5敗）
- 2017-2018シーズン トップウェストA 4位（4勝3敗）
- 2018-2019シーズン トップウェストA 4位（5勝3敗）
- 2019-2020シーズン トップウェストA 5位（4勝4敗）
- 2021-2022シーズン トップウェストA 7位（リーグ戦：レッドカンファレンス4位 3敗、順位決定戦：7・8位決定戦 勝利）
- 2022-2023シーズン トップウェストA 6位（4勝4敗）
- 2023-2024シーズン トップウェストA 8位（7敗）、入替戦：勝利、トップウェストA残留
- 2024-2025シーズン トップウェストA 8位（7敗）、入替戦：勝利、トップウェストA残留
- 2025-2026シーズン トップウェストA 出場せず

## 2020年度スコッド
太字は今年度からの新加入選手
- 主将　日高将吾

| ポジション | 選手名     | 出身校     | 代表 キャップ |
| ---------- | ---------- | ---------- | ------------- |
| PR         | 幸田雄浩   | 関西学院大 |               |
| PR         | 宮﨑大輔   | 日本大     |               |
| PR         | 紙森大樹   | 立命館大   |               |
| HO         | 白江良     | 京都産業大 |               |
| LO         | 市川大輔   | 龍谷大     |               |
| LO         | 橋野拓也   | 愛知工業大 |               |
| LO         | 平居幸樹   | 伏見工業高 |               |
| LO         | 山本雅春   | 田辺高     |               |
| FL         | 上野山純平 | 大阪体育大 |               |
| FL         | 蔡隆志     | 東海大     |               |
| FL         | 菊田一誠   | 京都産業大 |               |
| No.8       | 三浦寛司   | 日本大     |               |

| ポジション | 選手名     | 出身校       | 代表 キャップ |
| ---------- | ---------- | ------------ | ------------- |
| SH         | 本田郁也   | 熊本工業高   |               |
| SO         | 松井龍将   | 東海大       |               |
| SO         | 小野龍輝   | 拓殖大       |               |
| WTB        | 泉澤琢哉   | 盛岡工業高   |               |
| WTB        | 黒澤貴博   | 天理大       |               |
| WTB        | 永井優樹   | 流通経済大   |               |
| WTB        | 人見有哉将 | 京都産業大   |               |
| WTB        | 三浦賢人   | 日本福祉大   |               |
| CTB        | 藤井雄大   | 摂南大       |               |
| CTB        | 粟津勇哉   | 日本航空石川 |               |
| FB         | 猿渡一起   | 京都産業大   |               |
| FB         | 金志大     | 日本大       |               |
| FB         | 久保元臣   | 日本大       |               |

## 過去の所属選手
- 波々伯部稔（元日本代表）